# توتال‌انرژیز
توتال‌اِنِرژیز (به فرانسوی: TotalEnergies) شرکت نفت‌وگاز چندملیتی فرانسوی است، که در سال ۱۹۲۴ توسط ارنست مرسی‌یر تأسیس شد. این شرکت یکی از شش شرکت بزرگ نفتی جهان است، که تحت عنوان «سوپرمیجر» طبقه‌بندی می‌شوند. توتال‌انرژیز هم‌اکنون چهارمین شرکت نفتی و هشتمین شرکت بزرگ جهان می‌باشد، که در ۳۰ کشور دارای شعبه بوده و بیش از ۱۰۵ هزار کارمند از مجموع ۱۳۰ کشور در آن اشتغال دارند.
توتال‌انرژیز در همه حوزه‌های صنایع نفت و گاز فعالیت می‌کند. این شرکت فرانسوی در زمینه اکتشاف و تولید نفت خام و گاز طبیعی، همچنین تولید برق و نیز انتقال، پالایش و بازاریابی نفت خام و گاز طبیعی فعالیت می‌کند.
شرکت توتال‌انرژیز همچنین دامنه گسترده‌ای از فرآورده‌های نفتی و مواد شیمیایی را در کارخانجات خود در مقیاس عمده تولید و به سراسر جهان عرضه می‌نماید. دفتر مرکزی شرکت توتال در غرب پاریس و در برج تور توتال قرار دارد. بخشی از سهام این شرکت در بازار بورس نیویورک و بورس یورونکست معامله می‌شود.
توتال‌انرژیز توانسته است زنجیره ارزش را از استخراج نفت و گاز تا تبدیل آن به فراورده‌های نفتی، انواع روغن صنعتی، نیروی برق، محصولات پتروشیمی، پلیمرها و مواد شیمیایی پایین‌دستی مانند روغن‌موتور، لاستیک و چسب تکمیل نماید.

## تاریخچه
توتال‌انرژیز، اکسان‌موبیل، شل، شورون و بی‌پی، پنج شرکت بزرگ نفتی جهان می‌باشند. این شرکت در سال ۱۹۲۴ توسط ارنست مرسیه تأسیس شد و از ابتدای فعالیت خود در صنعت نفت، همواره از مطرح‌ترین شرکت‌های نفتی جهان محسوب شده است.

### سال‌های ۱۹۲۴ تا ۱۹۸۵

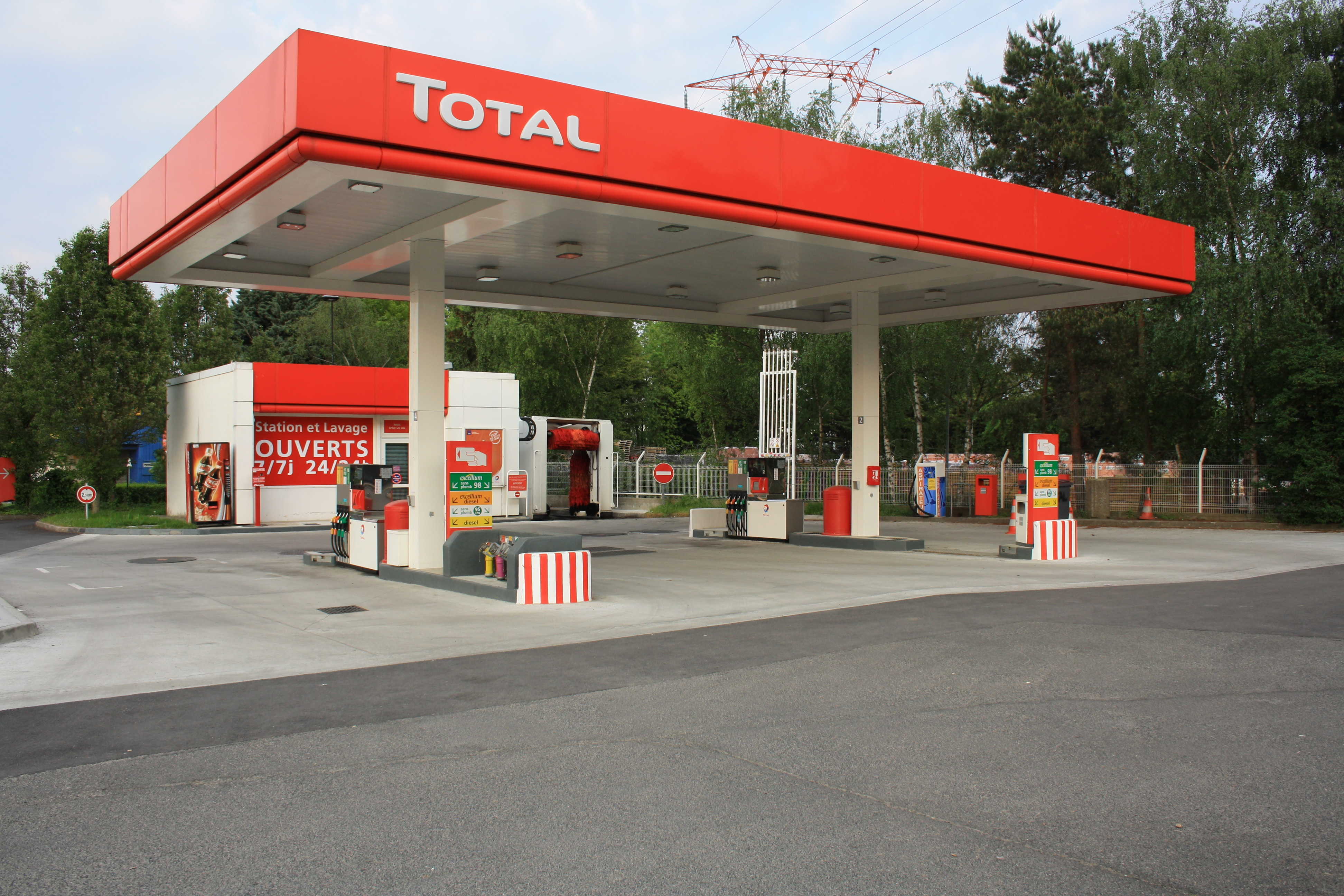
جایگاه پمپ بنزین توتال‌انرژیز، در اسون

توتال در سال ۱۹۲۴ تحت نام «شرکت نفت فرانسه» تأسیس شد. دولت فرانسه و بخش خصوصی، در راه‌اندازی این شرکت مشارکت نمودند. توتال در طول دهه ۱۹۳۰ میلادی وارد فعالیت‌های اکتشاف و تولید نفت در خاورمیانه شد. نخستین پالایشگاه توتال در سال ۱۹۳۳ و در شهر نورماندی فرانسه آغاز به کار کرد.
پس از جنگ جهانی دوم، این شرکت آغاز به گسترش حوزه فعالیت‌های خود در سطح بین‌المللی نمود و اکتشاف نفت در کشورهای ونزوئلا، کانادا و آفریقا را آغاز کرد. عملیات اکتشاف نفت در کشور الجزایر، مستعمره فرانسه، در سال ۱۹۴۶ آغاز شد. در دهه ۱۹۵۰ میلادی این شرکت از طریق دستیابی به مخازن نفتی الجزایر، به یک منبع عمده تولید و توزیع نفت تبدیل شد.
در سال ۱۹۵۴ بخش پایین‌دستی شرکت توتال راه‌اندازی شد و زنجیره‌ای از جایگاه‌های پمپ بنزین خود را، با نام تجاری توتال، در قاره آفریقا و اروپا تأسیس نمود. شرکت نفت فرانسه همچنین از شرکت‌های کنسرسیوم نفت ایران بود و بنابر قرارداد کنسرسیوم، ۶٪ در منافع آن شریک بود.

### سال‌های ۱۹۸۵ تا ۲۰۰۳
در ۱۹۸۵ نام شرکت به «توتال-شرکت نفت فرانسه» تغییر کرد. در سال ۱۹۹۰ پس از ادغام با شرکت بلژیکی پتروفینا، نام شرکت به «توتال-فینا» تغییر پیدا کرد.
این شرکت فرانسوی، روند تبدیل شدن به یک ابرشرکت را، در سال ۱۹۹۹ و با ادغام با شرکت «الف اکیتین» آغاز نمود. شرکت جدید، «توتال فینا الف» نام گرفت. این نام، تا سال ۲۰۰۳ باقی ماند. سپس در این سال، با تأیید هیئت مدیره، نام شرکت توتال تعیین شد.

### سال ۲۰۰۳ تا کنون

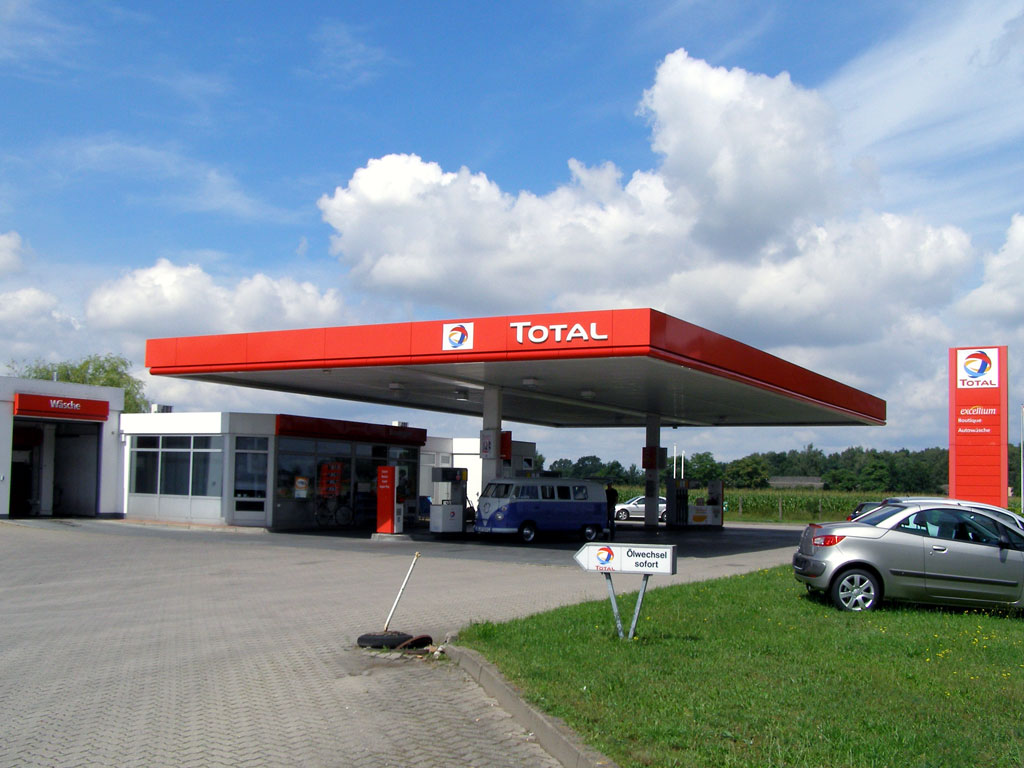
جایگاه پمپ بنزین توتال‌انرژیز، در پوتلیتز آلمان

در سال ۲۰۰۳ با مشارکت شرکت‌های شل و سعودی آرامکو پروژه اکتشاف گاز در کشور عربستان سعودی را با مشارکت ۳۰٪ درصد از سهم آغاز نمود. در ماه مه سال ۲۰۰۶ شرکت آرامکو و توتال تفاهم‌نامه‌ای را به منظور توسعه پالایشگاه جبیل و پروژه‌های پتروشیمی در عربستان امضا نمودند.
هدف این تفاهم‌نامه، رسیدن به ظرفیت تولید ۴۰۰٬۰۰۰ بشکه در روز بود. در ۲۱ سپتامبر ۲۰۰۸ دو شرکت رسماً آغاز یک سرمایه‌گذاری مشترک به‌منظور تأسیس یک پالایشگاه بنام پالایشگاه سعودی آرامکو توتال و نیز یک شرکت پتروشیمی بنام ساتورپ را اعلام کردند. در این سرمایه‌گذاری مشترک، ۶۲٫۵٪ درصد از سهام به سعودی آرامکو و ۳۷٫۵٪ درصد به توتال تعلق داشت.
در طول سال‌های ۲۰۰۹ و ۲۰۱۰ در قراردادها و مناقصات نفتی در کشور عراق یک کنسرسیوم مشترک به‌منظور راه‌اندازی میدان نفتی حلفیه شکل گرفت. این کنسرسیوم، به رهبری شرکت ملی نفت چین (۳۷٫۵٪) و با مشارکت توتال (۱۸٫۷۵٪) و پتروناس (۱۸٫۷۵٪) فعالیت خود را در جنوب عراق آغاز نمود. این میدان دارای ۴٫۱ میلیارد بشکه ذخیره درجای نفت می‌باشد. شرکت توتال، در مجموع به عنوان یکی از شرکت‌های بزرگ نفتی جهان، شناخته می‌شود. این شرکت بیش از ۹۶٬۰۰۰ کارمند از ۱۳۰ کشور جهان را در اختیار دارد.

## ساختار سازمانی

### بخش بالادستی

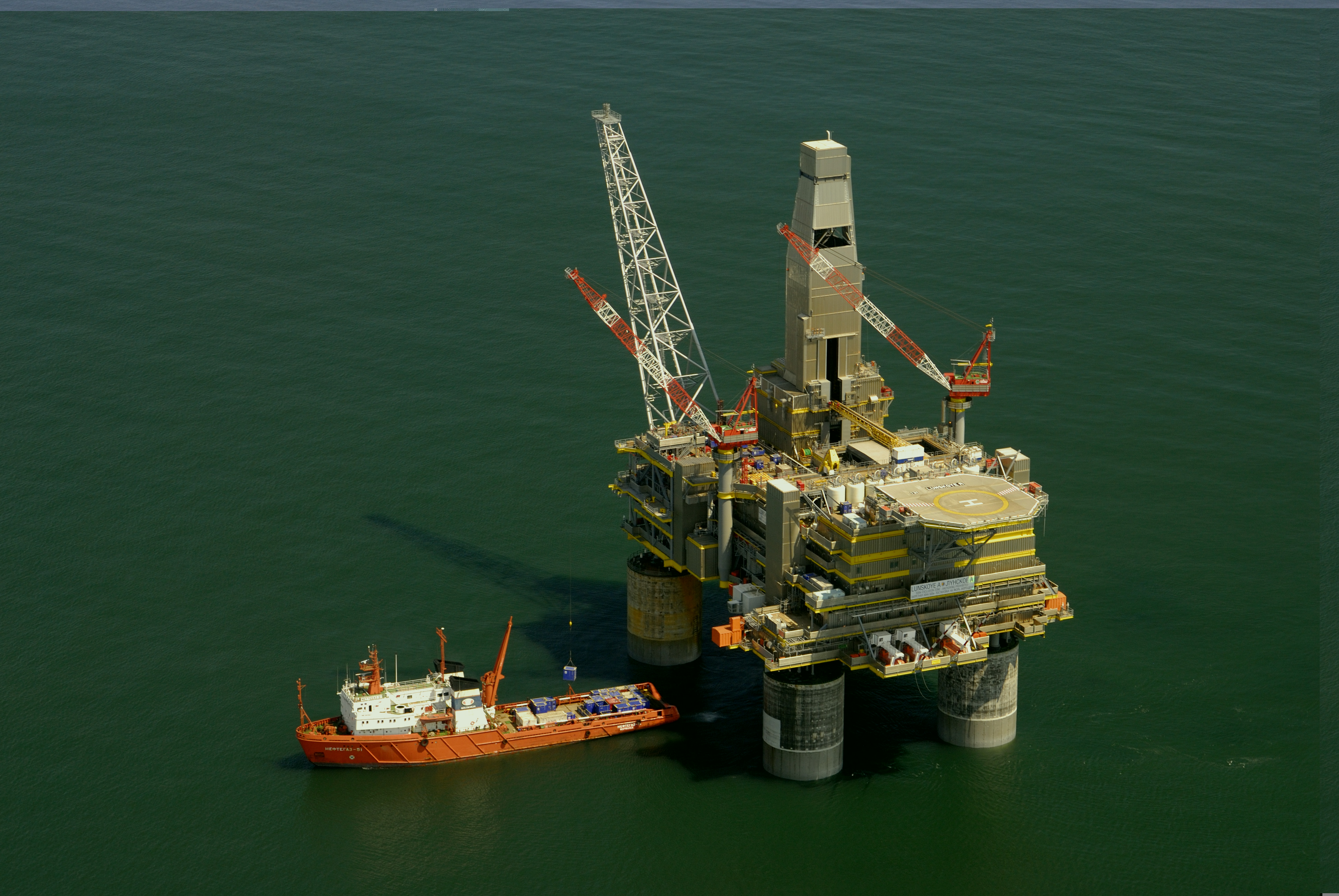
سکوی شرکت توتال‌انرژیزد در میدان ساخالین، روسیه

بخش بالادستی توتال‌انرژیز؛ خود به سه بخش اصلی تقسیم می‌شود، که هر یک از بخش‌ها، به مدیریت‌های مختلف تفکیک می‌شوند.
- بخش نفت
  - اکتشاف نفت خام
  - استخراج نفت خام
- بخش گاز و برق
  - اکتشاف گاز طبیعی
  - تولید گاز طبیعی
  - تولید برق
- بخش انرژی‌های تجدیدپذیر
  - تولید انرژی خورشیدی
  - تولید انرژی بادی
  - تولید انرژی هسته‌ای

بخش بالادستی شرکت توتال در طول سال ۲۰۰۵، معادل ۸٬۱ میلیارد یورو، در پروژه‌های این بخش، سرمایه‌گذاری کرده است. این بخش از شرکت توتال، به‌تنهایی دارای ۱۴٬۸۴۹ نفر نیروی‌انسانی بوده، همچنین شامل شبکه‌ای از ۱۷٬۰۰۰ ایستگاه ارائه خدمات در سراسر جهان می‌باشد، که در حدود ۵۰٪ درصد آن‌ها، در دو قاره اروپا و آفریقا مستقر می‌باشند.

#### تولید

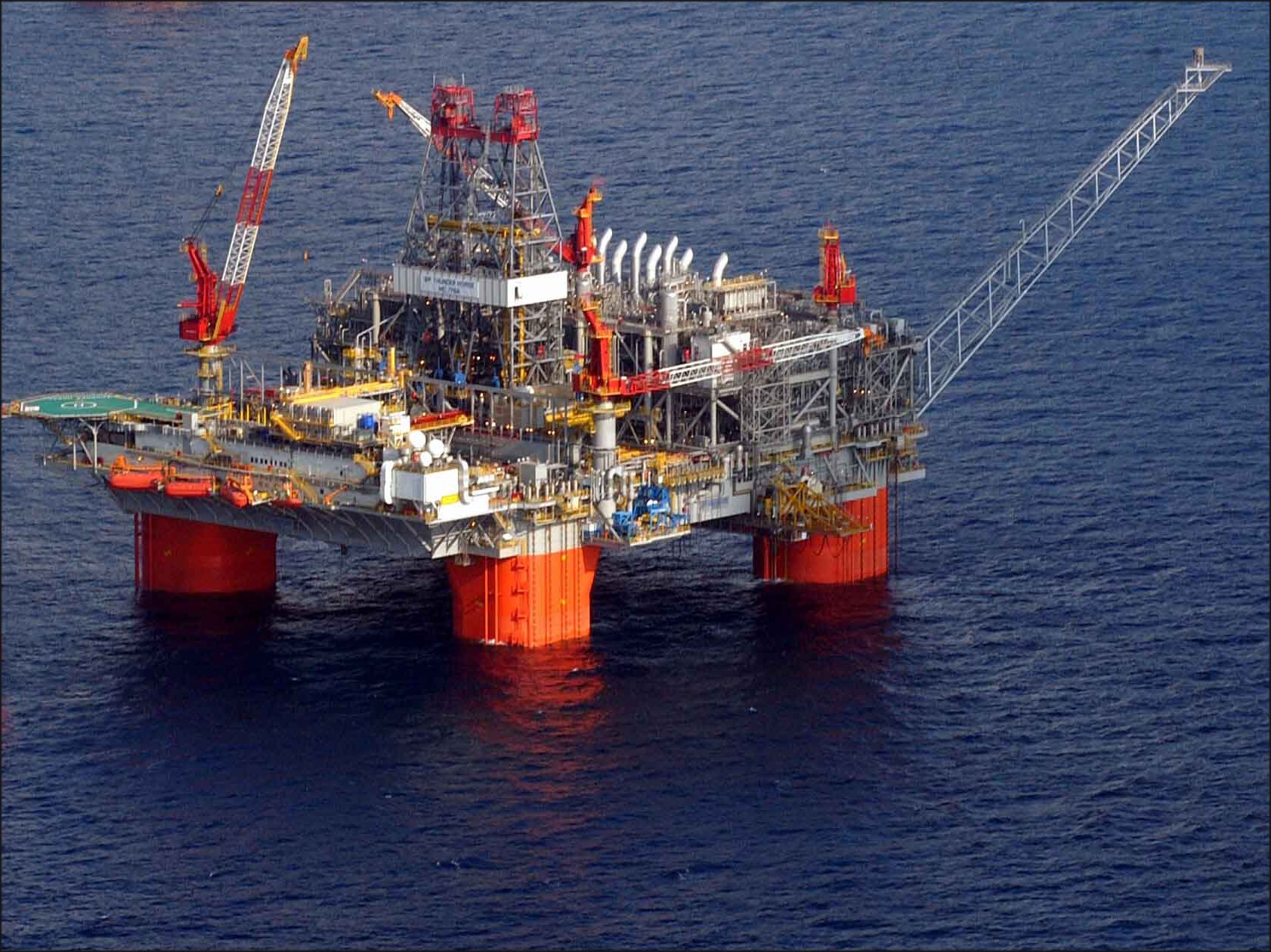
سکوی نیمه شناور توتال‌انرژیز، مستقر در میدان تاندر هورس، در خلیج مکزیک

توزیع جغرافیایی تولید توتال‌انرژیز در سال ۲۰۰۵ به صورت زیر بوده است.
تولید در هزار بشکه معادل نفت، در روز:
- آفریقا: ۷۵۱
- آمریکای شمالی: ۴۱
- آمریکای جنوبی: ۲۴۷
- آسیا: ۲۴۸
- اروپا: ۷۷۰
- خاورمیانه: ۱۰۳

#### ذخایر

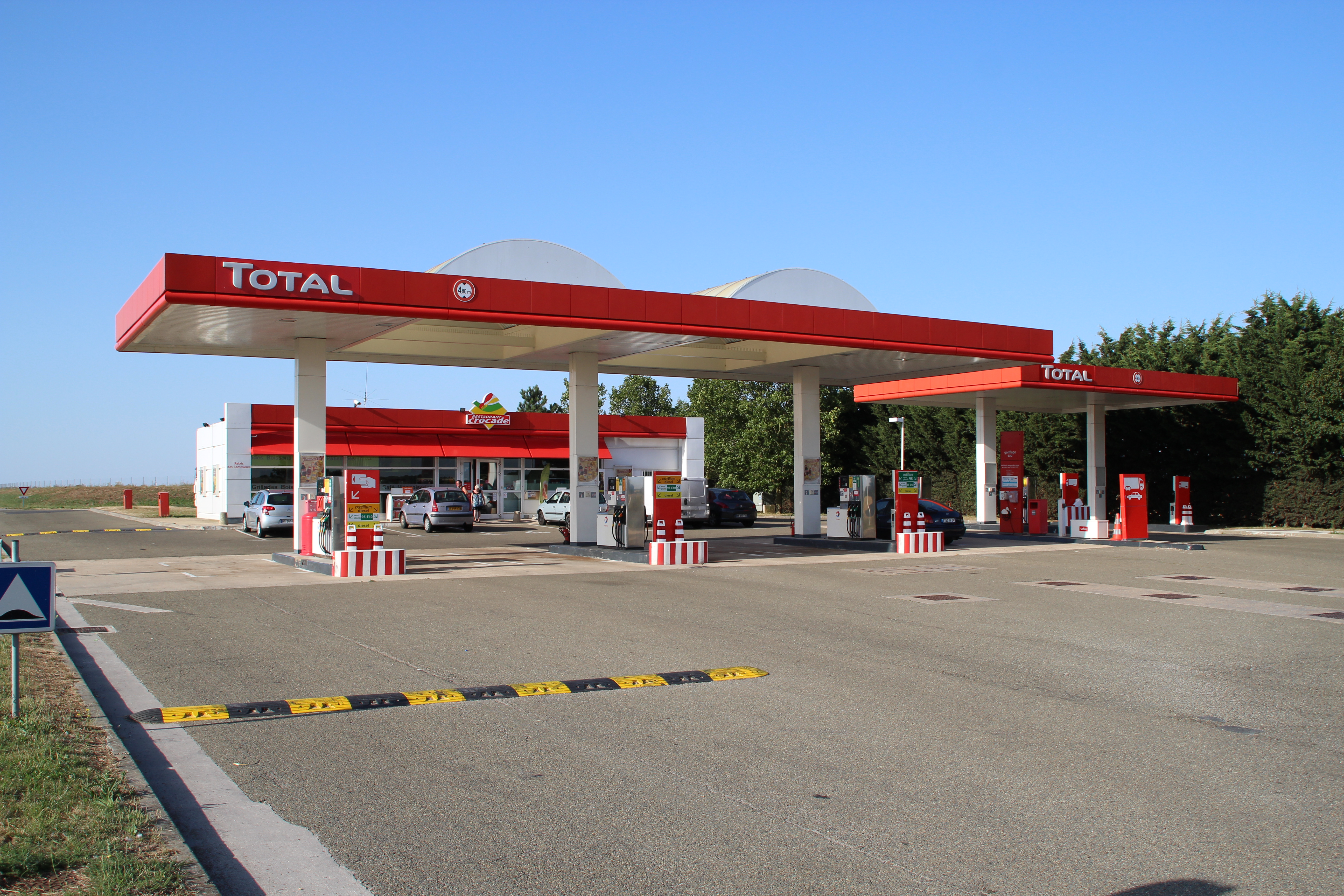
جایگاه پمپ بنزین توتال‌انرژیز، در ایولین

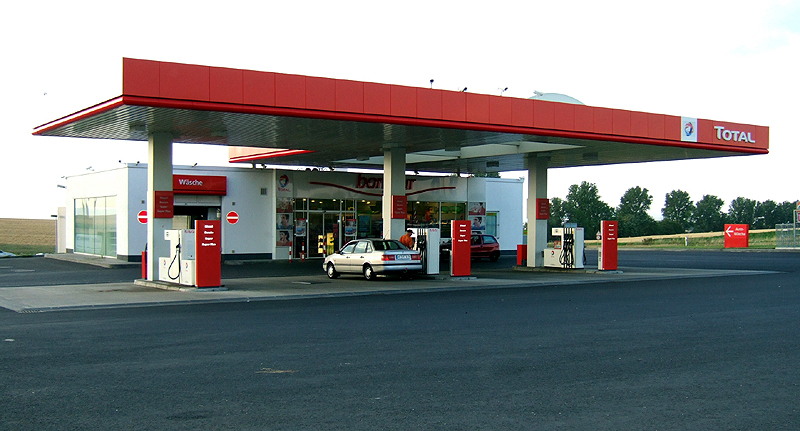
جایگاه پمپ بنزین توتال‌انرژیز، در فرانسه

توزیع جغرافیایی ذخایر توتال‌انرژیز در سال ۲۰۰۵ به صورت زیر بوده است.
ذخایر در هزار بشکه معادل نفت، در روز:
- آفریقا: ۳۳۹۴
- آمریکای شمالی: ۲۷۴
- شرق آسیا: ۷۵۷
- اروپا: ۲۰۵۰
- بقیه جهان: ۲۷۸۹

### بخش پایین‌دستی

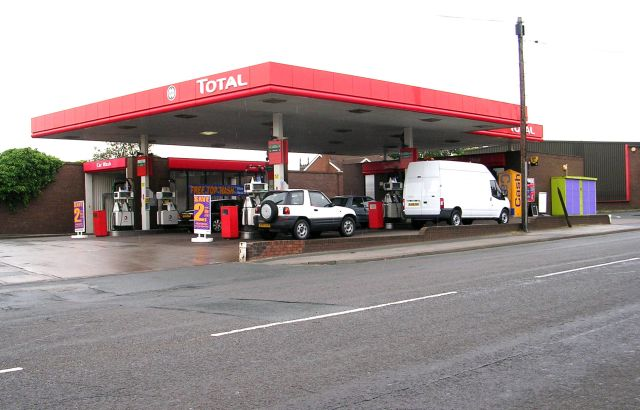
جایگاه پمپ بنزین توتال‌انرژیز، در نورمانتون، بریتانیا

بخش پایین دستی توتال، مدیریت پالایشگاهها، کارخانجات پتروشیمی و کارخانه‌های شیمیایی، جایگاه‌های پمپ بنزین، ساخت و نگهداری خطوط لوله و همچنین کلیه امور مربوط به بخش فروش را برعهده دارد.
بخش پایین‌دستی توتال‌انرژیز، به شاخه‌های زیر، تقسیم می‌شود:
- پالایشگاهها
- کارخانجات صنایع پتروشیمی
- بخش بازرگانی و فروش
- بخش خطوط لوله و انتقال
- کارخانجات تولیدکننده محصولات شیمیایی
- کارخانجات چسب و آبکاری الکتریکی
- کارخانجات کائوچو، مواد مرکب و پلیمرها
- پردازش الاستومرها

#### پالایش و پخش

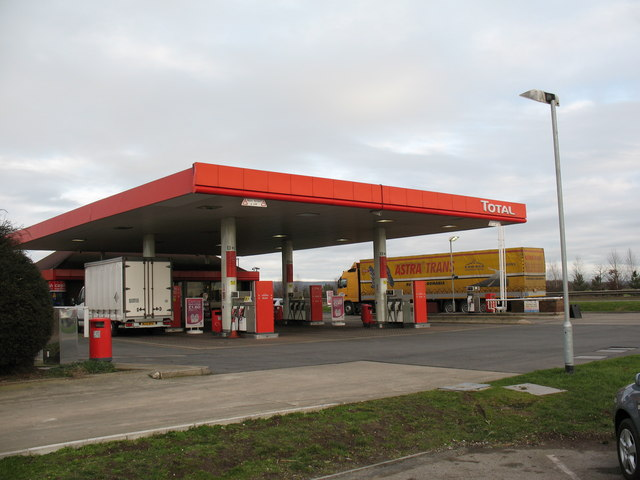
جایگاه پمپ بنزین توتال‌انرژیز در یورکشایر شمالی

ظرفیت پالایش شرکت توتال‌انرژیز، در حدود ۲٫۷ میلیون بشکه در روز برآورد شده است. این شرکت، در سال ۲۰۰۵ روزانه به‌طور متوسط ۳٫۹ میلیون بشکه، انواع محصولات پالایش شده را، بفروش رسانده است.
شرکت توتال، در مجموع دارای ۲۷ پالایشگاه در سراسر جهان می‌باشد، که ۶ پالایشگاه آن، در کشور فرانسه مستقر می‌باشند.
این پالایشگاه‌ها عبارتند از:
- پالایشگاه نورماندی
- پالایشگاه دانگز
- پالایشگاه فلاندر
- پالایشگاه پرووانس
- پالایشگاه فیزین
- پالایشگاه گرندپویتز

#### بازرگانی و انتقال

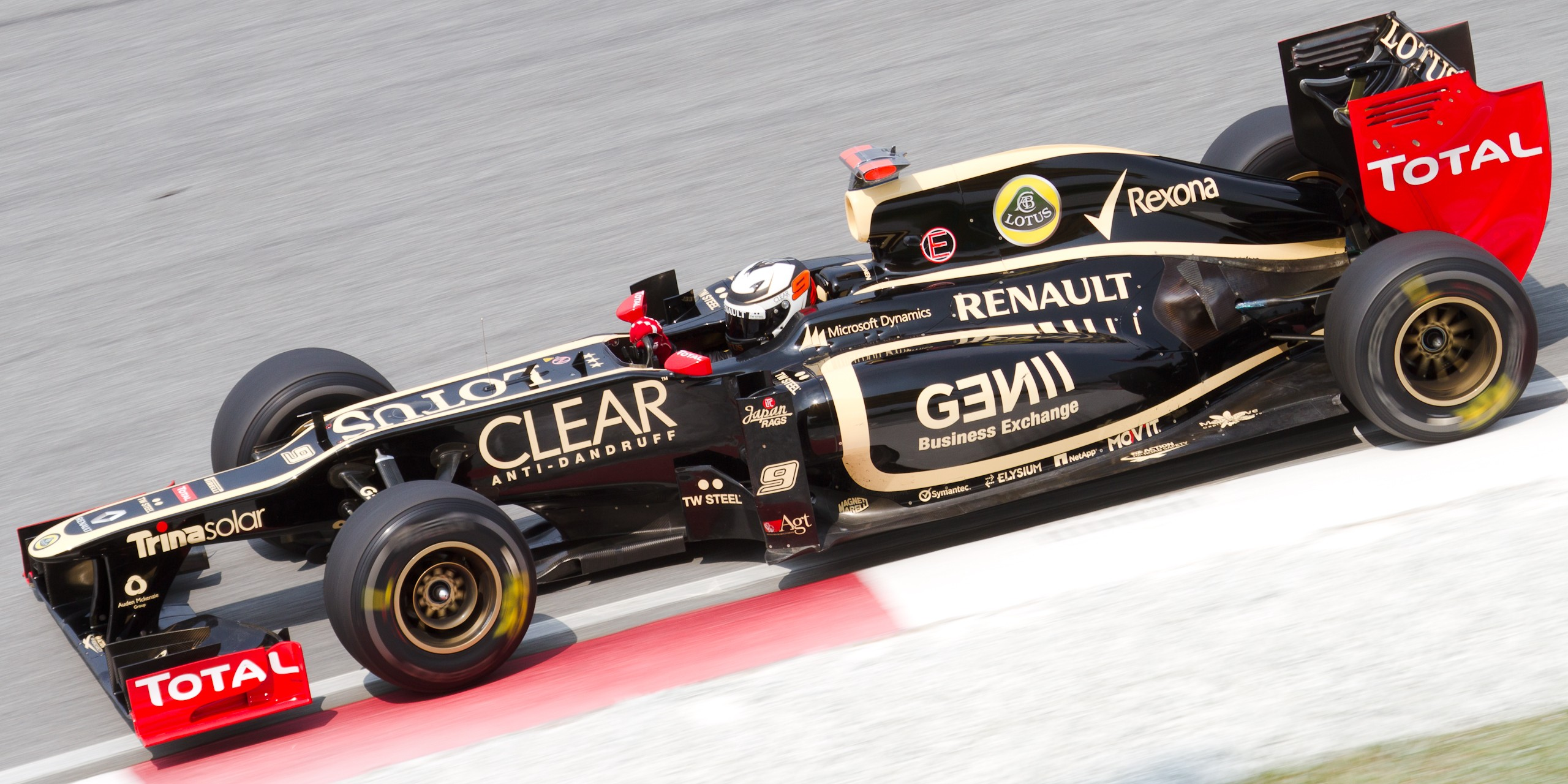
کیمی رایکونن، راننده تیم لوتوس (با لوگوی توتال‌انرژیز)

فعالیت‌های انتقال در زمینه ترابری نفت خام به پالایشگاه و نیز انتقال محصولات پالایش شده، از پالایشگاه، به مکان‌های مصرف و عرضه فراورده‌های نفتی اختصاص دارد.
تجارت نفت خام و محصولات نفتی این شرکت، به «شرکت بازرگانی توتسا»، واگذار شده است. توتسا، از شرکت‌های تابعه توتال بوده و در ژنو مستقر می‌باشد.
بخش فروش گاز طبیعی و فروش برق نیز به شرکت تابعه دیگر، بنام «شرکت توتال گس اند پاور»، واگذار شده است. این شرکت در شهر لندن مستقر می‌باشد.

#### مواد شیمیایی

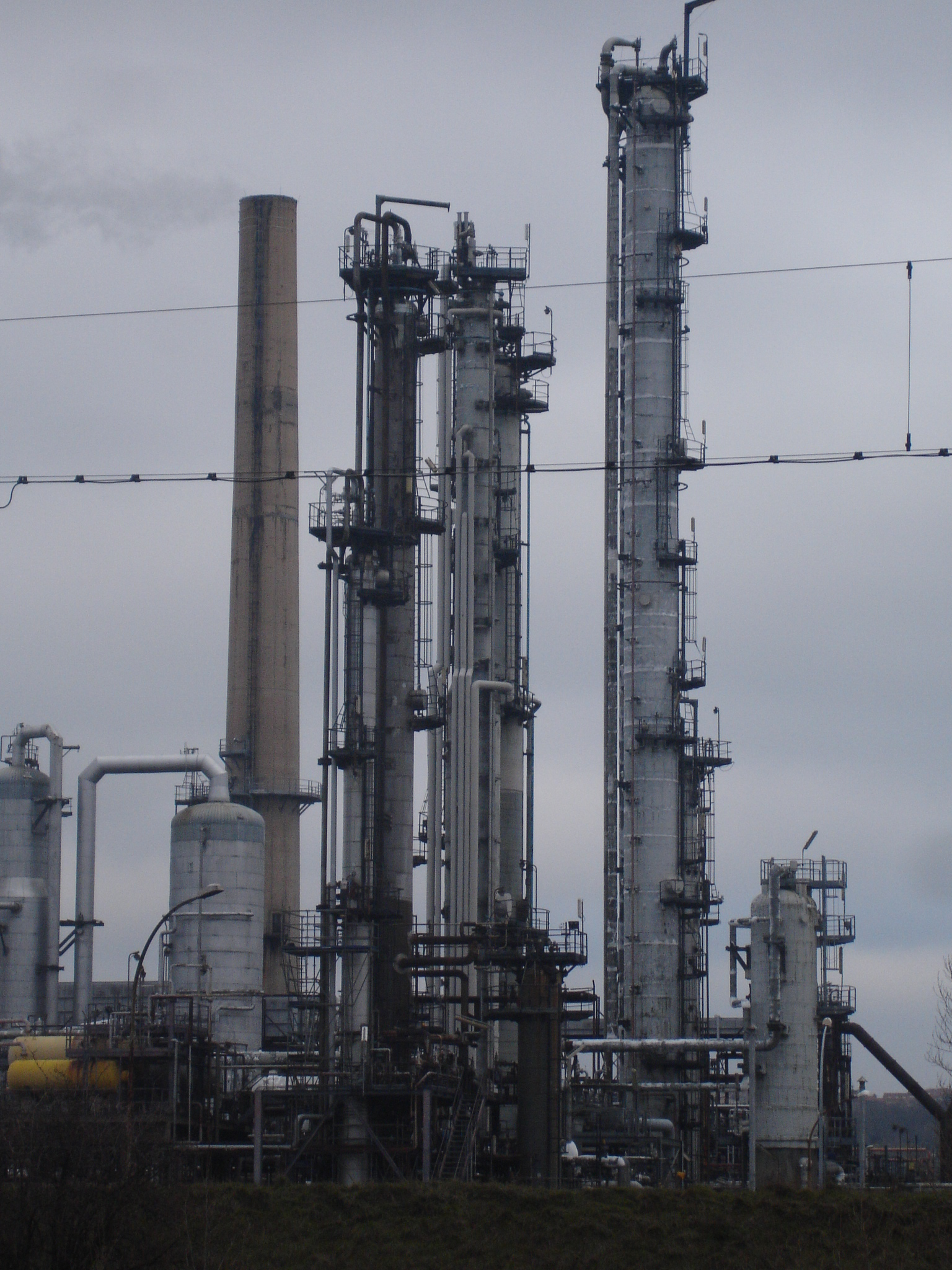
پالایشگاه فیزین، در شهر لیون متعلق به توتال‌انرژیز

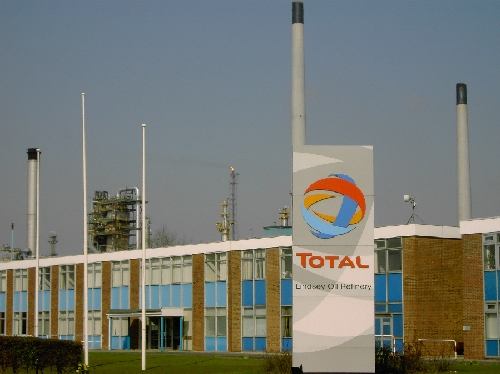
پالایشگاه لیندزی، در بریتانیا، متعلق به توتال‌انرژیز

بخش تولید مواد شیمیایی توتال، بالاترین رتبه را در میان شرکت‌های تولیدکننده مواد شیمیایی، در اروپا و جهان دارا می‌باشد. گردش مالی این بخش از توتال، در سال ۲۰۰۵ بالغ بر ۲۲ میلیارد یورو و سود خالصی معادل ۱٫۱ میلیارد یورو، را رقم زده است. تعداد کارکنان این بخش بیش از ۶۲٬۰۰۰ نفر می‌باشد، که در بخش‌های تولیدی و کارخانجات این شرکت در سراسر جهان فعالیت می‌نمایند.
بخش تولید مواد شیمیایی شرکت توتال، به دو شاخه تقسیم شده است:
- بخش تولید مواد شیمیایی پایه
- بخش تولید مواد شیمیایی تخصصی

##### مواد شیمیایی پایه

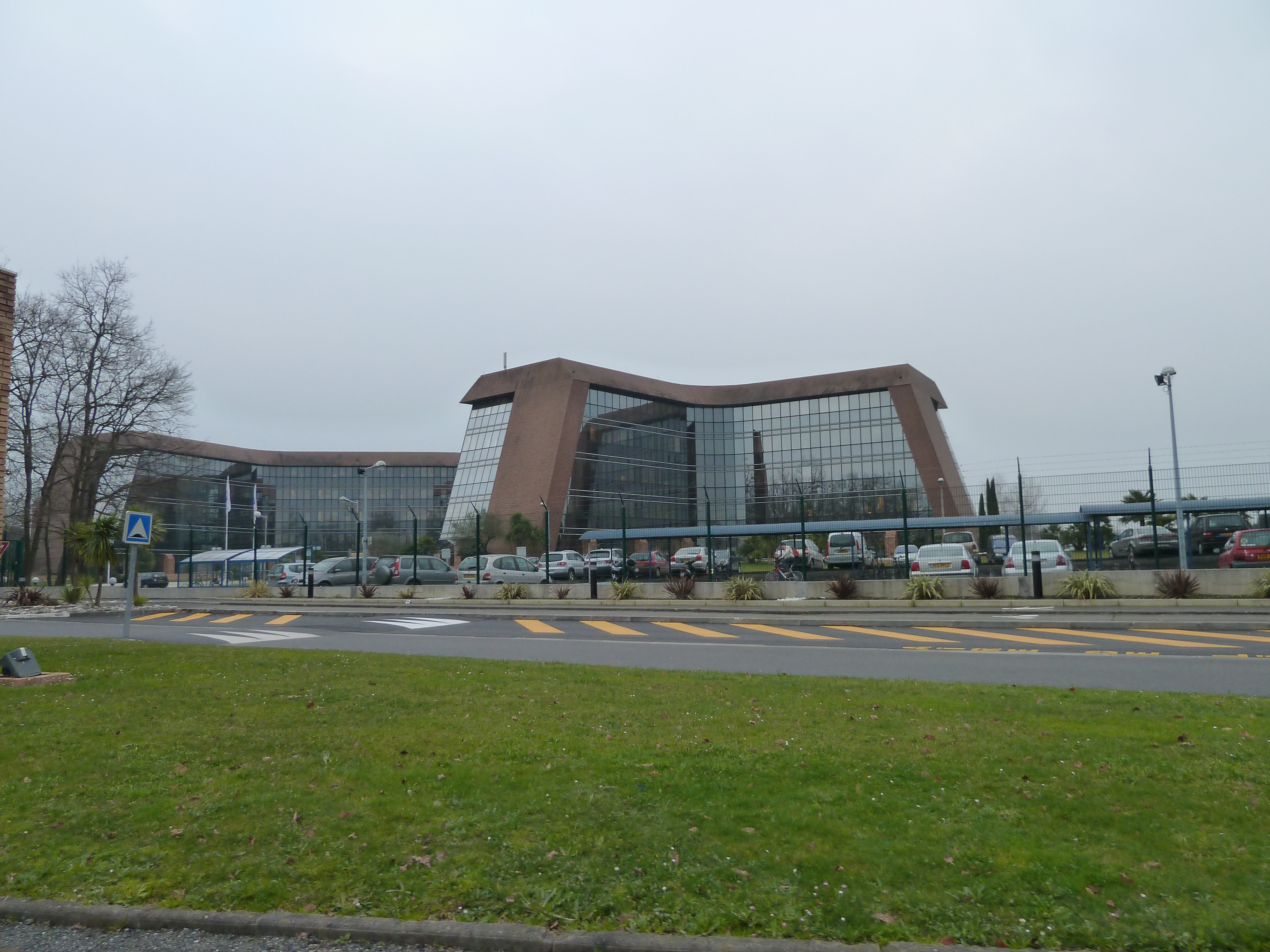
مرکز پژوهشی جان فیجر در پاریس، متعلق به توتال‌انرژیز

کلیه عملیات مربوط به تولید و عرضه مواد شیمیایی پایه، این شرکت، به «شرکت پتروشیمی توتال» واگذار شده است. این شرکت یکی از بزرگ‌ترین شرکت‌های تابعه توتال محسوب می‌شود.
فراورده‌های پتروشیمیایی، که توسط شرکت پتروشیمی توتال، تولید می‌شوند، شامل محصولات زیر می‌باشد:
- اتیلن
- پروپیلن
- استایرن
- آروماتیک
  - بنزن
  - تولوئن
- پلیمر
- پلی‌اتیلن
- پلی‌پروپیلن
- الاستومرها
- پلی‌استیرن

از دیگر تولیدات این بخش، انواع کودها می‌باشد، که به وسیلهٔ شرکت‌های زیر تولید می‌شوند:
| نام شرکت      | محصولات شیمیایی تولیدی |
| ------------- | ---------------------- |
| شرکت آلتراتن  | کود نیتروژنی           |
| کارخانه تولوز | انواع کودهای شیمیایی   |
| شرکت زوئید    | انواع کودهای معدنی     |

##### مواد شیمیایی تخصصی
محصولات شیمیایی تخصصی شرکت توتال، توسط شرکت‌های تابعه آن، تولید و ارائه می‌شوند. شرکت‌های تابعه توتال‌انرژیز که در زمینه تولید محصولات شیمیایی تخصصی فعالیت می‌کنند و محصولات تولیدی هر یک در زیر درج شده است.
| نام شرکت      | محصولات شیمیایی تولیدی                 |
| ------------- | -------------------------------------- |
| شرکت رزین     | سارتومر، کائوچو، مواد مرکب کُک، پلیمرها |
| شرکت بوستیک   | انواع چسب                              |
| شرکت آتوتک    | متالیزیشن شیمیایی                      |
| شرکت هاچینسون | انواع لاستیک                           |

## مدیریت ارشد

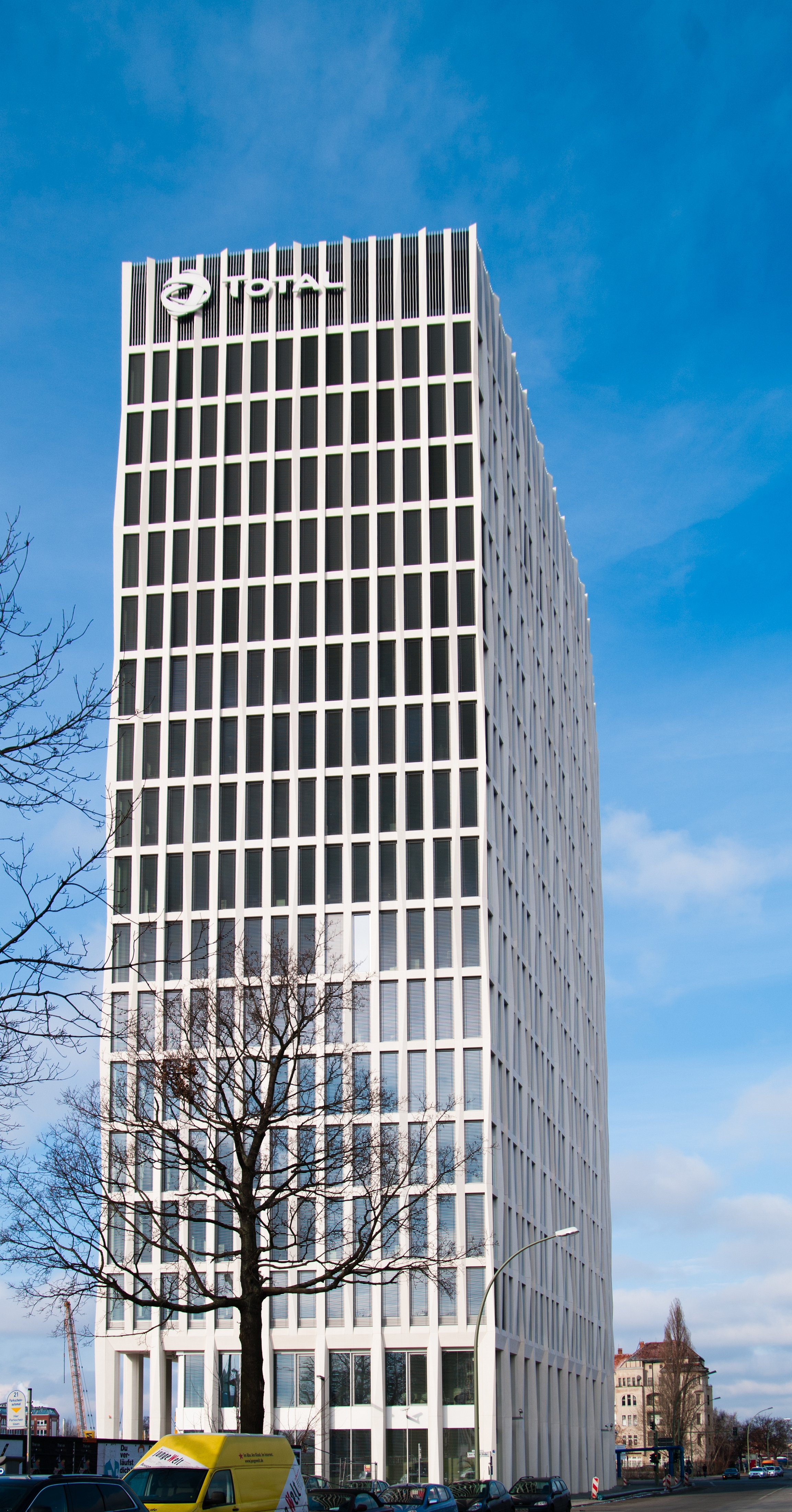
ساختمان اداری توتال‌انرژیز، در شهر برلین، آلمان

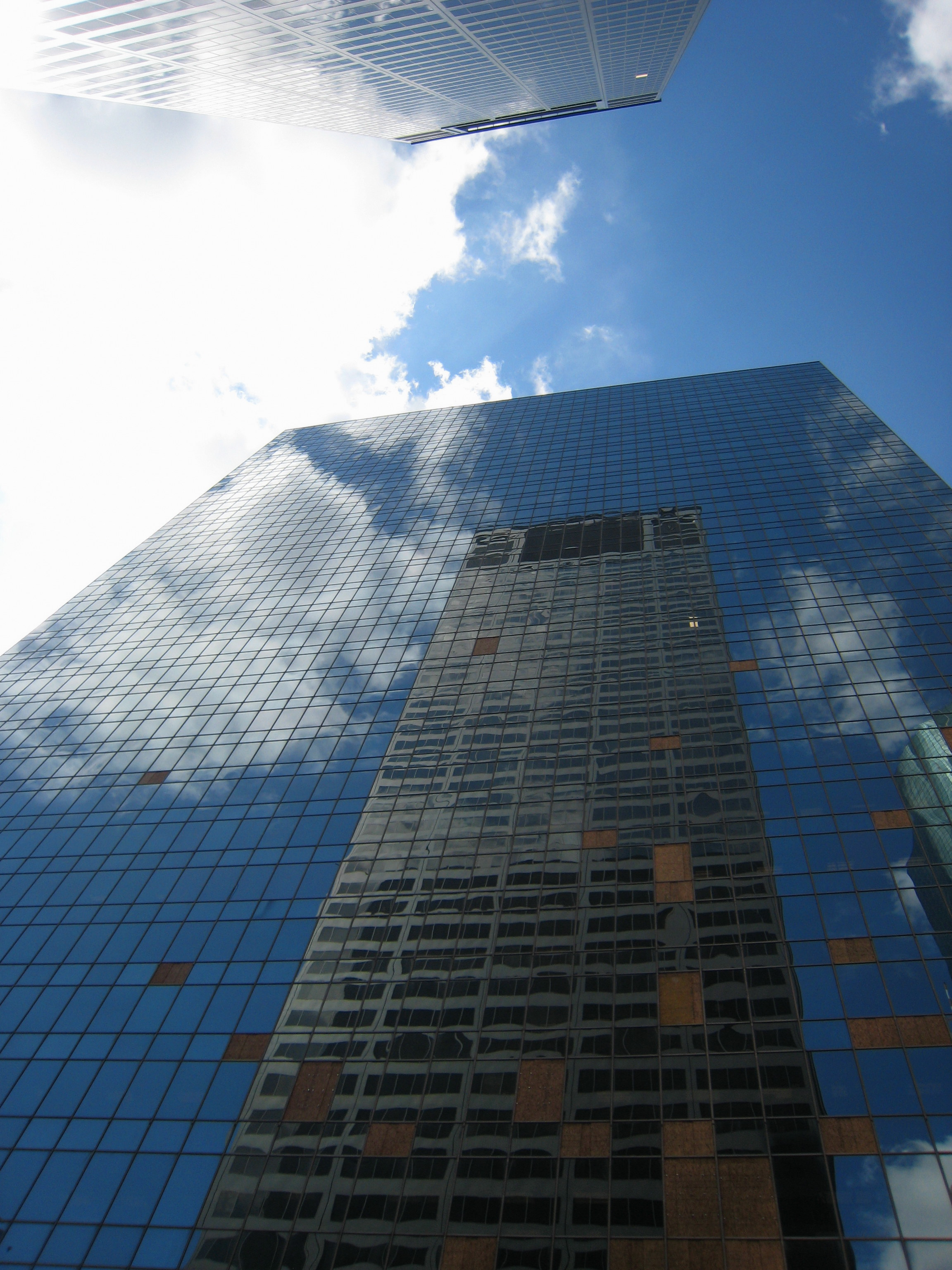
برج توتال پلازا، در شهر هیوستون، تگزاس

نخستین مدیرعامل شرکت توتال‌انرژیز؛ ارنست مرسیه بود. اکنون، کریستف دومارژری مدیرعامل توتال است. وی از تاربخ ۱۴ فوریه ۲۰۰۷ به عنوان مدیر عامل اجرایی این شرکت نفتی، فعالیت می‌کند.
دستمزد دریافتی سالانه دوماژری، معادل ۲٬۷۴۶٬۳۳۵ یورو می‌باشد، که عبارتست از ۱٬۲۵۰٬۰۰۰ یورو حقوق سالیانه و ۱٬۴۹۶٬۳۳۵ یورو پاداش سالانه‌ای، که به او تعلق می‌گیرد.
| نام مدیرعامل    | سال‌های تصدی |
| --------------- | ----------- |
| ارنست مرسیه     | ۱۹۲۴–۱۹۲۸   |
| ژول مینی        | ۱۹۲۸–۱۹۴۳   |
| ویکتور متز      | ۱۹۴۳–۱۹۷۱   |
| رنه گرانیه      | ۱۹۷۱–۱۹۸۴   |
| فرانسوا خاویر   | ۱۹۸۴–۱۹۹۰   |
| تی چاروک        | ۱۹۹۰–۱۹۹۵   |
| تیری دسمارست    | ۱۹۹۵–۲۰۰۷   |
| کریستف دومارژری | ۲۰۰۷-اکنون  |

## آمار و ارقام
میزان گردش مالی و سودخالص سالانه شرکت توتال، از سال ۲۰۰۲ تا ۲۰۰۹ در جدول زیر نشان داده شده است.
| سال         | ۲۰۰۲   | ۲۰۰۳    | ۲۰۰۴  | ۲۰۰۵    | ۲۰۰۶    | ۲۰۰۷    | ۲۰۰۸    | ۲۰۰۹    |
| ----------- | ------ | ------- | ----- | ------- | ------- | ------- | ------- | ------- |
| گردش مالی € | ۱۰۲٬۵۴ | ۱۰۴٬۶۵۲ | ۱۲۲٬۷ | ۱۳۷٬۶۰۷ | ۱۵۳٬۸۰۲ | ۱۵۸٬۷۵۲ | ۱۷۹٬۹۷۶ | ۱۳۱٬۳۲۷ |
| سود €       | ۶٬۲۶   | ۷٬۳۴۴   | ۹٬۰۳۹ | ۱۲٬۰۰۳  | ۱۲٬۵۸۵  | ۱۲٬۲۰۳  | ۱۳٬۹۲   | ۷٬۷۸۴   |

- تمامی ارقام این جدول، بر پایه میلیارد یورو محاسبه شده‌اند.

## فعالیت در صنایع دیگر

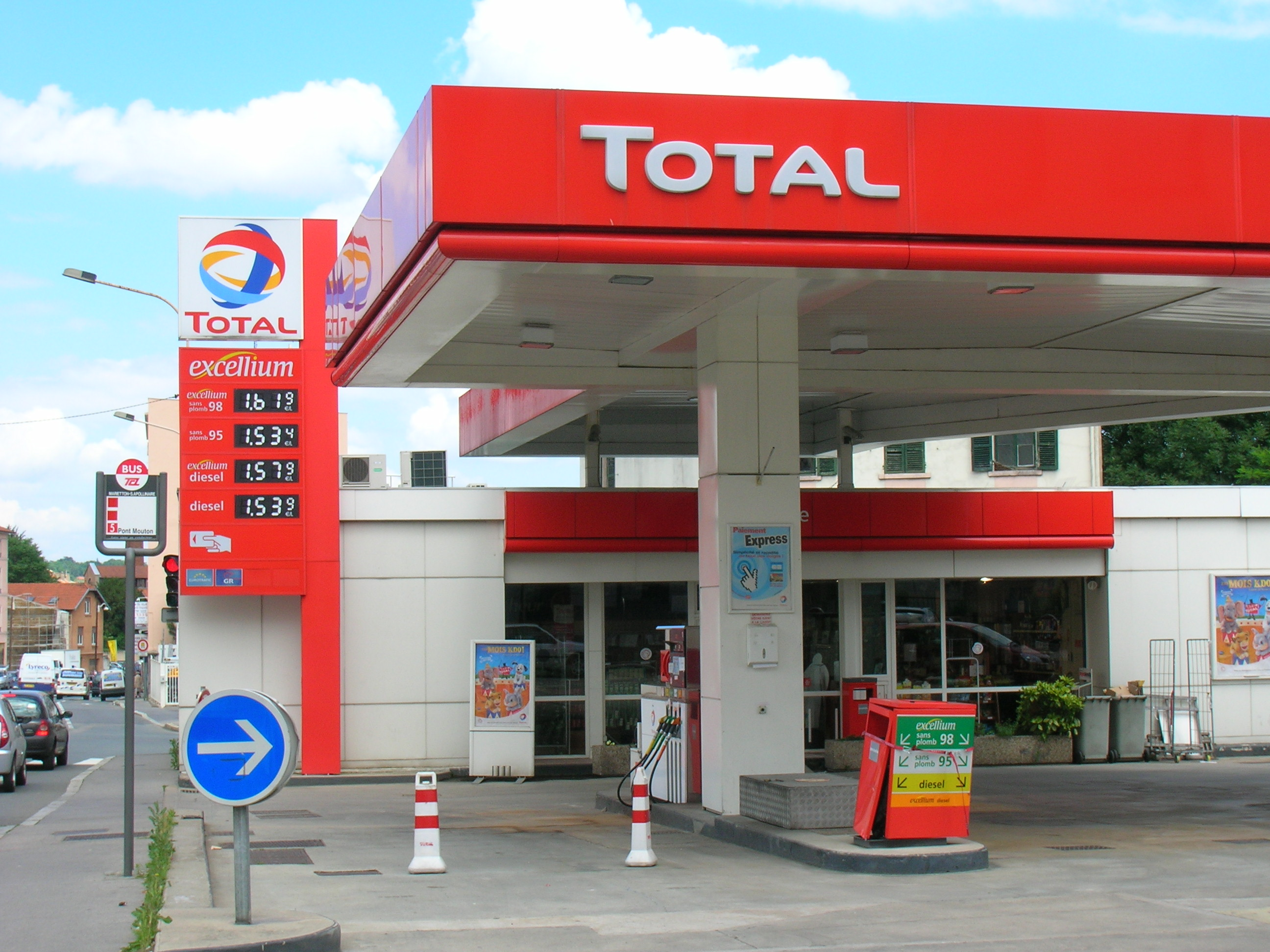
جایگاه پمپ بنزین توتال‌انرژیز، در شهر لیون، فرانسه

با توجه به اینکه توتال‌انرژیز در کشورها و مناطق گوناگون فعالیت می‌نماید، لذا نوع عملیات و نحوه ارائه محصولات آن نیز، باتوجه به نوع تقاضا، تغییر می‌نماید! این شرکت، در هر یک از بازارهای خود، مجموعه‌ای از فعالیت‌های بسیار گوناگون ترابری، بسته‌بندی، ساخت و ساز، کارخانه تولید کاغذ، صنایع الکترونیک، صنایع کشاورزی را عرضه می‌نماید، که از این نظر شرکت توتال، یک شرکت خوشه‌ای (دارای فعالیت در صنایع مختلف) محسوب می‌شود.

## بازار سهام

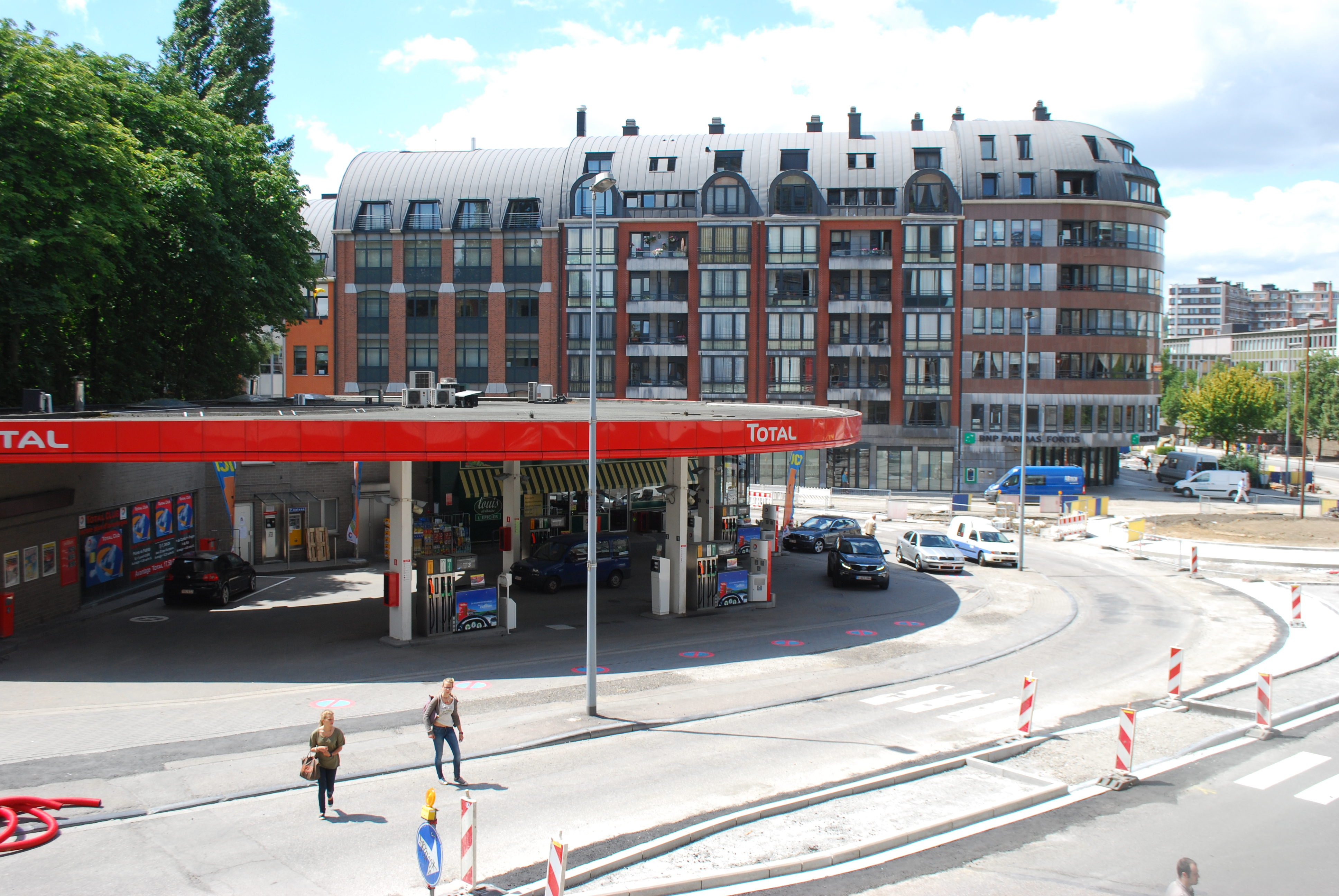
جایگاه پمپ بنزین توتال‌انرژیز، در شهر لیژ، بلژیک

توتال‌انرژیز، سهام خود را، در بازار بورس نیویورک و بورس یورونکست پاریس معامله می‌نماید. در زیر اطلاعات مربوط به ارزش بازار سهام این شرکت را، در بازار بورس یورونکست پاریس آورده شده است.

شناور چندمنظوره توتال‌انرژیز

سهامداران اصلی در نوامبر ۲۰۱۰:
- دویچه بانک: ۵٫۲۴ ٪
- وزارت خزانه‌داری فرانسه: ۴٫۹۰ ٪
- بروکسل لامبرت: ۴٫۰۰ ٪
- کارکنان توتال: ۳٫۹۰ ٪
- شرکت پورته فیوله: ۱٫۴۰ ٪
- بی‌ان‌پی پاریباس: ۰٫۲۰ ٪

| سال                           | ۲۰۰۴ | ۲۰۰۵ | ۲۰۰۶ | ۲۰۰۷ |
| ----------------------------- | ---- | ---- | ---- | ---- |
| تعداد سهام در میلیون          | ۶۴۹  | ۶۳۵  | ۶۱۵  | ۲۴۲۶ |
| ارزش بازار در میلیارد دلار    | ۰۰   | ۰۰   | ۱۱۵  |      |
| تعداد معاملات روزانه (میلیون) | ۰۰   | ۰۰   | ۲٫۵  |      |